# Nephodia punctularia
Nephodia punctularia là một loài bướm đêm trong họ Geometridae.